# Essa Obaid (cầu thủ bóng đá)
Essa Obaid Hassan Hirok hay Essa Obaid (sinh ngày 10 tháng 4 năm 1984) ở Các Tiểu vương quốc Ả Rập Thống nhất là một cầu thủ bóng đá hiện tại thi đấu cho Hatta ở Giải bóng đá vô địch quốc gia Các Tiểu vương quốc Ả Rập Thống nhất. Anh cũng từng đại diện UAE ở cấp độ quốc tế.

## Sự nghiệp
Obaid tại ấn tượng quan trọng cho Al-Shabab tại Giải vô địch bóng đá các câu lạc bộ châu Á 2012 khi ghi 2 bàn thắng trong chiến thắng 3-0 trước câu lạc bộ Uzbekistan Neftchi để giành quyền vào Vòng bảng.

## Sự nghiệp quốc tế
Obaid ra mắt cho đội tuyển quốc gia trong trận đấu tại vòng loại giải vô địch bóng đá thế giới 2014 trước Hàn Quốc.